# 12e méridien est
En géographie, le 12e méridien est est le méridien joignant les points de la surface de la Terre dont la longitude est égale à 12° est.

## Géographie

### Dimensions
Comme tous les autres méridiens, la longueur du 12e méridien correspond à une demi-circonférence terrestre, soit 20 003,932 km,.
Avec le 168e méridien ouest, il forme un grand cercle passant par les pôles géographiques terrestres.

### Régions traversées
En commençant par le pôle Nord et descendant vers le sud au pôle Sud, Le 12e méridien est passe par:
| Coordonnées          | Pays, territoire ou mer | Notes                                                |
| -------------------- | ----------------------- | ---------------------------------------------------- |
| 90° 00′ N, 12° 00′ E | Océan Arctique          |                                                      |
| 79° 44′ N, 12° 00′ E | Norvège                 | Îles du Spitzberg et île du Prince-Charles, Svalbard |
| 78° 13′ N, 12° 00′ E | Océan Atlantique        |                                                      |
| 67° 29′ N, 12° 00′ E | Norvège                 | Îles Røst                                            |
| 67° 28′ N, 12° 00′ E | Océan Atlantique        | Mer de Norvège                                       |
| 65° 43′ N, 12° 00′ E | Norvège                 | Île de Vega                                          |
| 65° 38′ N, 12° 00′ E | Océan Atlantique        | Mer de Norvège                                       |
| 65° 14′ N, 12° 00′ E | Norvège                 |                                                      |
| 63° 17′ N, 12° 00′ E | Suède                   | Sur environ 4 km                                     |
| 63° 15′ N, 12° 00′ E | Norvège                 |                                                      |
| 59° 54′ N, 12° 00′ E | Suède                   | Passe par Gothembourg                                |
| 57° 21′ N, 12° 00′ E | Kattegat                |                                                      |
| 56° 01′ N, 12° 00′ E | Danemark                | Îles de Seelandet Falster                            |
| 54° 43′ N, 12° 00′ E | Baltic Sea              | Baie du Mecklembourg                                 |
| 54° 10′ N, 12° 00′ E | Allemagne               |                                                      |
| 47° 37′ N, 12° 00′ E | Autriche                |                                                      |
| 47° 03′ N, 12° 00′ E | Italie                  |                                                      |
| 41° 59′ N, 12° 00′ E | Mer Méditerranée        | Passe juste à l'ouest de l'île de Marettimo, Italie  |
| 36° 49′ N, 12° 00′ E | Italie                  | Île de Pantelleria                                   |
| 36° 44′ N, 12° 00′ E | Mer Méditerranée        |                                                      |
| 33° 00′ N, 12° 00′ E | Libye                   |                                                      |
| 23° 31′ N, 12° 00′ E | Niger                   |                                                      |
| 13° 10′ N, 12° 00′ E | Nigeria                 |                                                      |
| 7° 30′ N, 12° 00′ E  | Cameroun                |                                                      |
| 2° 17′ N, 12° 00′ E  | Gabon                   |                                                      |
| 2° 20′ S, 12° 00′ E  | République du Congo     |                                                      |
| 2° 57′ S, 12° 00′ E  | Gabon                   |                                                      |
| 3° 09′ S, 12° 00′ E  | République du Congo     | Sur environ 9 km                                     |
| 3° 14′ S, 12° 00′ E  | Gabon                   |                                                      |
| 3° 25′ S, 12° 00′ E  | République du Congo     |                                                      |
| 5° 01′ S, 12° 00′ E  | Océan Atlantique        |                                                      |
| 15° 36′ S, 12° 00′ E | Angola                  |                                                      |
| 17° 10′ S, 12° 00′ E | Namibie                 |                                                      |
| 18° 22′ S, 12° 00′ E | Océan Atlantique        |                                                      |
| 60° 00′ S, 12° 00′ E | Océan Austral           |                                                      |
| 69° 56′ S, 12° 00′ E | Antarctique             | Terre de la Reine-Maud, revendiquée par la Norvège   |